# Giorgio Lapazaya
Giorgio Lapazaya (Monopoli, 1495 circa – 1570 circa) è stato un matematico e presbitero italiano.
Fu canonico della cattedrale di Monopoli e protonotario apostolico. Insegnò matematica e geometria.
Il suo originale cognome in lingua albanese (Lapazaya) compare, sia nei documenti manoscritti d'archivio che nelle opere a stampa, in una ricca varietà di accezioni: Lapizzaya, Lapizzaglia, Lapizzaga, Lapezzaja eccetera.

## Biografia
Era figlio di Danush e Maruccia, giunti a Monopoli da Durazzo in seguito alla caduta di Costantinopoli presa dai Turchi (1453). Conseguito il suddiaconato nel 1508, è canonico della basilica cattedrale di Monopoli dal 1533. Negli anni seguenti gli viene conferita la carica di protonotario apostolico da papa Pio IV. Formatosi culturalmente nell'ambito disciplinare del Quadrivium, nel 1532 compila un antifonario (di tipo processionale) in cui, oltre a noti brani del repertorio gregoriano, inserisce sue brevi composizioni monodiche strettamente legate al culto praticato in età rinascimentale nella città di Monopoli. Scoperto sul finire degli anni settanta e pubblicato da Domenico Morgante in vari studi a partire dal 1981, questo prezioso codice pergamenaceo costituisce la più antica fonte musicale italo-albanese e testimonia l'esistenza di proficue contaminazioni culturali tra le due sponde dell'Adriatico.
Nel 1542 pubblica a Napoli, presso l'editore Sultzbach, un importante trattato di aritmetica e geometria ristampato pressoché ininterrottamente fino al tardo Settecento (1566, 1569, 1575, 1590, 1601, 1723, 1727, 1784). La presenza della sua famiglia, titolare di jus patronatus nell'antica chiesa monopolitana di San Pietro, è documentata a Monopoli almeno fino alla prima metà del XVIII secolo.
Il Comune di Monopoli gli ha dedicato una strada non lontano dalla basilica cattedrale, mentre un suo busto in marmo campeggia all'ingresso della sala consigliare del Comune di Durazzo.

## Opere
- Antifonario, 1532, Monopoli, Archivio Unico Diocesano.
- Giorgio Lapizzaia, Opera terza de aritmetica et geometria, intitolata il Ramaglietto, In Napoli, Antonio Baccolo, Mattia Cancer, Aniello Sanvito, 1575. URL consultato il 13 giugno 2015.
- Giorgio Lapizzaia, Aritmetica e geometria, In Napoli, fratelli Terres, 1784. URL consultato il 13 giugno 2015.